# Le Mur (film, 1983)
Pour les articles homonymes, voir Mur (homonymie).
Pour plus de détails, voir Fiche technique et Distribution.
Le Mur (Duvar) est un film franco-kurde réalisé en turc par Yılmaz Güney en 1983.

## Synopsis
Au dortoir 4 d'un centre de détention à Ankara, les enfants vivent et travaillent dans de terribles conditions. Les enfants préparent une révolte, espérant être transférés dans une meilleure prison. Des actes de pédophilie sont suggérés dans ce film.

## Avant le Mur
Marin Karmitz, dans une interview réalisée en juillet 2002, raconte sa rencontre avec Yilmaz Güney. Celui qui deviendra le producteur des principaux films de Güney découvre pour la première fois le réalisateur turc à la 30e édition du Festival de Berlin de 1978. Est diffusée dans une des salles de cinéma Le Troupeau (Sürü) que le producteur achète. Ce film sera ensuite diffusé pendant le festival international de Locarno (Suisse) où il remportera un Léopard d’Or puis, à Paris, sera un succès immédiat puisqu’il réalisera plus de 100 000 entrées dans la capitale.
Karmitz se renseigne alors sur celui qu’il va présenter comme le « Alain Delon turc » et qui s’avère être une véritable star en Turquie, bien qu’il soit emprisonné. La carrière de Güney commence véritablement en 1958 où, après avoir été licencié de son emploi à la suite d'une publication d’une nouvelle à consonance communiste, « Güney a été sauvé par l'intervention de deux compatriotes célèbres : le romancier Yachar Kemal et le cinéaste Atif Yilmaz. Ils préparaient alors un film "Les enfants de la patrie" sur la guerre de l'indépendance et - par solidarité avec un jeune artiste en difficulté - ils ont proposé à Güney de collaborer à l'élaboration du scénario. Son apport leur a paru si intéressant qu'ils ont décidé de prendre Güney comme deuxième assistant. Enfin, l'absence d'un des acteurs au moment du tournage lui a donné l'occasion de jouer le rôle mineur d'un jeune paysan engagé dans la résistance nationale contre l'occupant. Ainsi débuta la longue et brillante carrière cinématographique du jeune artiste inconnu qu'était alors Güney » et qui deviendra « un véritable mythe populaire sous le sobriquet du "Roi laid", titre d'un de ses films de l'époque ». Ce n’est toutefois que dix ans plus tard, en 1968, que Güney troque son statut d’acteur vedette pour tourner ses premiers films avec la volonté de « donner naissance à un véritable cinéma politique turc. De 1968 à 1983, il a réalisé près de 30 longs métrages dans cet esprit ».

## Autour du Mur

### Le choix du scénario
Au moment où Yilmaz Güney écrit le scénario du Mur, la prison ne lui est pas inconnue puisqu’il y a déjà passé plusieurs années de sa vie. « Les dates de ses arrestations successives, comme le rappelle Coryell, marquent des moments intenses de sa vie d'artiste et d'homme, mais aussi, et tout autant, des moments particulièrement troublés de l'histoire politique de la Turquie ». Ainsi, à la suite du coup d’État militaire de 1961, Güney est arrêté et détenu pendant 18 mois sous motif de « propagande communiste ». En 1972, « au moment d'un grand sursaut du mouvement ouvrier auquel a répondu une pression intense des militaires, sous forme d'un semi-putsch faisant du régime le captif de l'armée », Güney est emprisonné pour deux ans au motif « d’avoir "aidé et hébergé des révolutionnaires armés" - il était soupçonné d'entretenir des relations avec le groupe d'extrême-gauche, Dev Genç, dont les actions violentes défrayaient à l'époque la chronique ». Bénéficiant d’une parenthèse de liberté en 1974, grâce à l’amnistie générale octroyée par le gouvernement de Bülent Ecevit, il est cependant de nouveau incarcéré trois mois plus tard pour le meurtre d’un juge d’instruction au cours d’une bagarre. Si cet homicide involontaire vaut une condamnation de 18 ans de prison à Güney, ses circonstances demeurent floues, et la culpabilité de Güney n’est toujours pas clairement établie aujourd’hui.
« Même s'il bénéficie, grâce à sa réputation, de conditions de détention des plus souples, il renonce à tout projet d'évasion, craignant pour sa sécurité et alléguant qu'il ne fera pas le jeu de ceux qui ne demanderaient pas mieux que de se débarrasser de ce prisonnier-héros plutôt encombrant ». Mais sa situation se détériore à la suite du coup d'État militaire de septembre 1980. Ce coup d’État qui est « tristement célèbre dans les annales des organisations des droits de l’homme », est aussi, ajoute Bozarslan, « énigmatique pour la Turquie moderne et ses intellectuels. Il parvient en effet à retrancher, des dizaines de groupuscules de gauche, un parti social-démocrate, un parti libéral et une confédération ouvrière, tous trois parmi les plus puissants au Moyen-Orient, sans rencontrer la moindre résistance ». De là Güney comprend la nécessité pour lui de s’évader, et pourra bénéficier à cet effet de l’aide de la ministre de la Culture grecque de l’époque, Melina Mercouri, mais aussi du ministre de l’Intérieur français d’alors, Gaston Defferre, pour trouver asile en France, « juste à temps pour assister au Festival de Cannes en 1982 et y recevoir la Palme d'Or pour "Yol" dont il avait pu lui-même terminer le montage ». Il s’installe alors définitivement à Paris avec sa femme et ses deux enfants, respectivement une fille âgée de 18 ans et un garçon âgé de 11 ans, qui avaient quitté la Turquie peu de temps avant lui.
Outre cette expérience carcérale, on peut trouver plus particulièrement la matrice du Mur dans un de ses écrits de prison, qui relate « son expérience en prison [et] sur la psychologie aussi bien des prisonniers que des inquisiteurs et tortionnaires ». Il s'agit des "Lettres de la Prison de Selimiye" dans lesquelles « Güney y fait parler, par exemple, "Le Colonel", chef des tortionnaires, qui exprime, avec une franchise brutale, sa "philosophie" policière et simpliste : "Ici, il n'y a pas de Constitution, il n'y a pas de Droit, il n'y a pas de machin universel des Droits de l'homme. Ici, il n'y a que les lois de la guerre" ». C’est ce combat pour la reconnaissance des droits humains élémentaires des détenus qui a animé Güney dans l’écriture et la réalisation du Mur.

### Le choix du lieu de tournage
Yilmaz Güney, ne pouvant regagner le territoire turc sous peine de se voir de nouveau incarcéré, devait reconstituer la prison turque et son imaginaire en France. Or, Güney n’avait pour ce film qu’assez peu de moyens et avait la nécessité de ne pas excéder une zone de 60 km depuis le centre de Paris – pour les nécessités techniques du personnel français assistant Güney dans la réalisation du film. En conséquence, Güney et son équipe retiennent comme lieu de tournage Point-Sainte-Maxence, une ancienne abbaye parisienne transformée en pensionnat. Le personnel du pensionnat, qui continuera de fonctionner pendant la durée du film, accorde toute une aile à l’équipe de Güney pour que ce dernier l’aménage en prison turque. Pour ce faire, Güney va faire venir des travailleurs turcs venus de toute l’Europe pour construire les murs d’enceinte, les tours de contrôle et les cellules destinées aux prisonniers. En quelques jours, l’aile du pensionnat sera transformée en véritable reproduction de prison turque, avec une liberté accordée ensuite aux comédiens – et notamment aux enfants – pour s’approprier le décor.

### La distribution des rôles
Devant l’impossibilité de faire passer des castings en Turquie, Güney s’est orienté vers la communauté turque d’Allemagne au sein de laquelle il a mené la plupart de ses castings. Il avait la volonté, notamment dans le choix des enfants, de choisir des adolescents qui ne soient pas seulement comédiens, mais qui aient expérimenté dans leur vécu l’incarcération. C’est pourquoi Güney va contracter avec des maisons de jeunes délinquants allemands pour pouvoir utiliser certains des délinquants turcs – mais aussi maghrébins – pour son film, avec la condition que ces derniers seront encadrés par des surveillants référents des maisons de jeunes délinquants. Cependant, Güney recrute également des acteurs de profession, tel le français Nicolas Hossein.
Concernant la répartition des rôles entre prisonniers et gardiens, les Turcs – adolescents comme adultes – prenaient leur rôle très au sérieux, au point que cela créait des antagonismes violents. Cela était dû au fait que le hasard avait attribué les rôles de telle manière que les militants radicaux Turcs se retrouvaient majoritaires chez les prisonniers et les conservateurs l’étaient à leur tour chez les gardiens. De plus, on retrouvait ce même type d’antagonismes mais au niveau de l’appartenance non pas seulement politique mais aussi clanique. Cela avait pour conséquence l’éclatement de bagarres très violentes et fréquentes à l’intérieur de la prison, ce qui générait le chaos le plus total mais contribuait également au réalisme du décor et de l’imaginaire carcéral. Les conditions de sécurité étaient si délétères que Marin Karmitz rapporte que deux hommes en arme dormaient chaque nuit, durant le tournage, devant la porte de la chambre de Güney afin de s’assurer de sa sécurité.

### Les conditions de tournage du film
Le fait que Güney ait expérimenté plusieurs prisons durant sa vie – il déclare en avoir connu 25 –, explique en partie son comportement durant le tournage du Mur. À la suite du documentaire Autour du Mur de Patrick Blossier, qui filmait la manière dont le film Le Mur avait été tourné, nombreux ont été ceux qui ont dénoncé le comportement du réalisateur envers ses acteurs. Certains, à l’image de Bozarslan, ont ainsi pu qualifier le comportement de Güney d’ « extrêmement violent », notamment à l’encontre des enfants comédiens. Outre des menaces constantes de licenciement des comédiens s’ils ne jouent pas bien leur rôle et des insultes à répétition, Güney n’hésitait pas à frapper les enfants comédiens – en les baffant notamment.
Le réalisateur du documentaire Autour du Mur qualifie lui-même les relations de Güney avec les acteurs-enfants de « mélange de terreur et d'affection, de tendresse réelle et de ruse manipulatrice », et de poser la question « La fin justifie-t-elle les moyens ? La volonté de justice, la lutte pour les droits de l'homme doit-elle recourir aux moyens qu'elle dénonce pour se faire entendre ? Le citoyen Güney, déchu de sa nationalité pendant le tournage même du film, doit-il se transformer lui-même en ce qu'il condamne, en bourreau, en Père Fouettard, et terroriser ses jeunes acteurs, tout comme les matons turcs persécutent leurs prisonniers ? ». Outre les violences exercées par Güney lui-même, ce dernier ordonne au départ à ses acteurs gardiens de prisons – adultes – de réellement frapper les prisonniers – enfants – pour donner plus de force à la vraisemblance du message cinématographique. À un enfant qui demande pourquoi ne peuvent être simulées les violences, Güney répond : « Ici on fait du mal aux gens. Si on vous blesse toi et tes amis, c’est pour montrer ce qui se passe chez nous [en Turquie] ». Toutefois, Güney se rétracte et en revient à simuler les violences lorsque, dans la scène de fin du transport des prisonniers vers une nouvelle prison, un des comédiens s’évanouit en raison des coups reçus.

## La place du Mur dans la filmographie de Güney

### Le Mur, film révolutionnaire
Outre cette volonté d’authenticité du propos cinématographique, Güney exige une telle irréprochabilité de la part de ses comédiens car le Mur est pour lui un combat idéologique contre les « fascistes » de Turquie, et qui ont assis leur emprise sur le pays depuis le coup d’État de 1980.
Ainsi le film est-il dédié à la cause révolutionnaire et les acteurs en sont les agents. Dans une apostrophe qu’il adresse à tous ses comédiens, Güney déclare « l’argent que nous dépensons [pour le film] appartient au prolétariat », et c’est pourquoi aucune légèreté dans le tournage de celui-ci ne saurait être admise. Dans la même idée, Güney s’adresse ainsi à un enfant comédien qui se plaint des sévices qu’il subit pour la véracité du propos cinématographique : « Aujourd’hui tu as 14 ans mais dans 6 ans tu seras un héros ». Puisque si Güney ne peut pas, à ce moment diffuser le film en Turquie – jouant, par nécessité, son combat idéologique en Europe –, « l’objectif reste de rentrer en Turquie. » Mais encore s’agit-il de préparer les bonnes conditions pour ce retour au pays. À cette fin, ce film et son action politique ne doivent converger vers qu’ « une seule solution : la révolution. »

### Le Mur, film kurde?
Considéré comme le « premier réalisateur kurde », Güney n’a cependant pas réalisé un film kurde avec Le Mur. Comme l’évoque Bozarslan, « contrairement aux autres films de Güney, on ne trouve dans Le Mur, ni des héros, ni des anti-héros [qu’on pourrait raccrocher à une appartenance kurde], mais une masse sombre, anonyme et terrorisée ». À l’inverse, il a souhaité, comme il a été montré, insérer son propos dans un cadre plus général qu’est celui de la « lutte antifasciste ». Rétrospectivement, Güney n’a jamais pu constituer de film qui soit proprement kurde. Élément notable, Güney, durant ses trente-deux ans de carrière cinématographique, n’a jamais réalisé un seul film en langue kurde mais « dut réaliser tous ses films en langue turque en raison de l’interdiction officielle de l’usage public de la langue kurde en Turquie. À propos de son célèbre film Le Troupeau (1978), il s’exprime ainsi : “Le Troupeau, en fait, c’est l’histoire du peuple kurde, mais je n’ai même pas pu utiliser la langue kurde dans ce film. Si on avait utilisé le kurde, tous ceux qui ont collaboré à ce film auraient été mis en prison.” ».
Le Mur est toutefois empreint de références à l’appartenance à la kurdicité. Le couple adulte qui se marie derrière les barreaux de la prison, s’avère d’appartenance kurde et ils seront tous deux tués avant même de s’être échangé les alliances en raison de cette kurdicité.
Par ailleurs, le combat des enfants symbolise celui des Kurdes pour la reconnaissance du Kurdistan. Le secteur des enfants prisonniers pourrait ainsi symboliser un Kurdistan encastré, solitaire – puisque la révolte des enfants n’entraînera que l’indifférence, au mieux la curiosité, du secteur des prisonniers hommes et femmes – et de faible poids face à l’administration turque qui a, pour elle, les armes et les services administratifs et militaires. C’est ainsi d’abord la communauté kurde d’Europe que Güney espère cibler avec Le Mur. Toutefois, il apparaît que si Güney, à travers sa filmographie, « n'a pas manqué d'analyser le problème kurde […] et de proposer une "solution léniniste" pour le résoudre, [son] cinéma s'est contenté de constater la marginalisation des populations kurdes » sans envisager la réussite de leurs entreprises de libération.

### Les thèmes communs au Mur et aux précédents films de Güney
Dans ses nombreux films précédents, Güney a abordé le poids des traditions, nécessairement paradoxales puisqu’à la fois « ciment des liens sociaux » mais aussi « synonymes de régression ». Si dans Le Mur, Güney aborde une thématique plus éloignée de cette place des traditions dans la société turque, dans les deux cas il y apporte la même réponse : « la solution ne se trouve pas […] dans la fuite, dans l'illusion trompeuse [sic] qui aboutit toujours au désespoir, à la folie ou à la mort ». Ainsi dans La Permission (Yol), un des personnages, qui a trahi son beau-frère cadet en s’enfuyant lors d’un cambriolage raté, et en en faisant ainsi la proie des policiers qui l’exécuteront, se voit refuser le retour dans son village et la reprise de sa vie de famille avec sa femme et son enfant. Décidant de fuir à nouveau avec son épouse en Turquie, ils seront finalement tous deux abattus par le beau-frère aîné dans le train qui devait les mener vers une nouvelle ville, départ d’une nouvelle vie. Ici deux tentatives de fuite, menant à deux illusions. De même dans le cas du Mur. Si toute la trame du film s’insère sous le signe de l’espoir par « l'obstination des jeunes prisonniers à obtenir leur transfert dans une autre prison », ce transfert obtenu c’est la désillusion qui domine. Tandis que le personnage interprété par Nicolas Hossein, alors qu’il se trouve dans le camion de transfert à destination d’une autre prison, déclare que peu importe où on puisse l’emmener, « cela ne sera pas pire que cette prison », il s’avère que les prisonniers sont dispersés entre plusieurs prisons – et perdent donc leurs contacts – pour être réduits en petits groupes qui seront battus à coups de matraque par les gardiens à peine entrés dans la prison attribuée.
« Au niveau des personnages, ajoute Modj-ta-ba, on constate un rapport de violence entre les "forts" et les "faibles" qui se traduit par une opposition symbolique entre le regard et la parole. Privés du droit de parole que seuls les forts - ou ceux qui veulent le paraître - peuvent s'arroger, les démunis, les victimes du système n'ont souvent pas d'autre moyen que leur regard pour communiquer leurs humiliations et leurs frustrations. » On pense évidemment au viol suggéré de Cafer sur un des enfants turcs. Ce dernier s’avère en effet incapable, durant toute la suite du film, de témoigner de ce viol face au directeur ou au médecin de la prison si bien que, se retrouvant abandonné par ses camarades qui ne comprennent pas son mutisme à ce sujet – car l’avouer pourrait permettre de licencier Cafer, véritable bête noire des jeunes prisonniers –, l’enfant victime décide de s’échapper dans une tentative désespérée et dans laquelle il trouve la mort. Selon Modj-ta-ba, c’est par ce choix d’un « cinéma "de regard" où les dialogues sont à la limite accessoires, voire inutiles [et où la parole est associée au pouvoir], [que] Güney se range clairement du côté des victimes. »
De même, l’espoir d’une amélioration des traitements des détenus, et qu’aurait pu initier « Tonton » Ali par exemple, est rapidement démentie par le licenciement de ce dernier, à la suite précisément de la fuite ratée de l’enfant et qui était sous sa garde. Ali, qui continue de rendre visite à « ses enfants » après son licenciement parle de la situation hors les murs. Elle n’a que peu à envier à la situation en prison : « dehors c’est le chômage, il n’y a pas de travail… alors je viens vous voir ». Puis la dure réalité s’abat de nouveau avec la violence de la matraque quand les gardiens dégagent avec force les enfants du grillage qui permettaient à eux et à Ali de communiquer et, tandis que les enfants sont violemment reconduits à leur secteur, « Tonton » Ali de crier « Mes enfants, touchez pas à mes enfants ! » en vain. Lui, le seul gardien qui les traitait un tant soit peu mieux que les autres a été licencié pour son relâchement manifeste : il n’y a pas de place pour la pitié dans la prison, celle-ci ne doit inspirer que la peur et la haine.
Le Mur est donc un film sur l’injustice, comme l’intégralité des films de Güney, et qui ne trouve pas d’issue lors de son dénouement. La hiérarchie carcérale y est intouchable, et alors que les adolescents ne cessent, tout le long du film, de jurer de « tuer Cafer, même si je dois en crever ! », ils finiront par se rabattre sur les mouchards de leur propre secteur, qu’ils ne tueront pas sans peine. Si, par leur transfert dans une autre prison, ils échappent effectivement à Cafer, le spectateur n’a aucune illusion sur le fait que ce dernier réitérera ses sévices tant physiques que sexuelles sur les prochains prisonniers et que, concernant les adolescents, l’accueil qui leur est réservé dans la nouvelle prison ne laisse planer aucun doute sur le fait que d’autres Cafer se trouvent parmi les nouveaux gardiens qui reproduiront les violences vécues dans la prison précédente.

## Après le Mur
Le Mur est, selon Marin Karmitz, un succès à Cannes – bien qu’il n’obtienne pas de prix – puis dans les salles à Paris. Cependant, certains, à l’image de Coryell, considèrent que « ce dernier film n'avait pas l'impact artistique de certaines de ses autres œuvres [mais du fait de son exil] le cinéaste révolté n'a sans doute pas trouvé en France, et dans la banlieue parisienne où il tournait Le Mur, le contact dont il avait besoin avec son équipe familière et ses amis, ni les paysages de son pays d'origine ».
Le Mur (Duvar) est le dernier film de Güney qui s’éteint le 9 septembre 1984 des suites d’un cancer de l’estomac. Marin Karmitz, qui a produit plusieurs des films de Güney parmi lesquels Sürü, Yol et Le Mur, déclare que lorsqu’il avait accueilli Güney dans sa maison de campagne, celui-ci avait déjà commencé à éprouver les souffrances de ce cancer – mais que Güney attribuait à ce moment à des maux d’estomac résultant des mauvaises conditions qu’il avait subi lors de ses années en prison. Le 13 septembre 1984, c’est plusieurs milliers de personnes qui assistent aux funérailles de Güney au cimetière du Père Lachaise. S’y trouvent « des Turcs et des Kurdes de toutes conditions, exilés à Paris comme lui, mais aussi beaucoup d'amis français et étrangers : artistes, hommes et femmes politiques (Jack Lang, ministre de la Culture à l'époque, était présent, ainsi que Madame Danielle Mitterrand).
Il est à noter que « bien qu’il ait été considéré comme un “réalisateur turc” jusqu’à sa mort, Güney avait en réalité été déchu de la nationalité turque en 1982, soit deux ans avant sa mort, pour “trahison de la patrie”. Sa nationalité turque lui fut discrètement “rendue” seulement en 1993. Ce n’est cependant qu’en 2009 que les médias turcs révélèrent cette réalité ».

## Fiche technique
- Date de sortie : 1983 (France)
- Titre français : Le Mur
- Titre original : Duvar
- Réalisateur  et Scénariste : Yılmaz Güney
- Producteur : Marin Karmitz
- Montage : Sabine Mamou
- Ingénieur du son : Serge Guillemin et Henri Humbert
- Musique du film :  Setrak Bakirel et Ozan Garip Sahin
- Directeur de la photographie : Izzet Akay
- Genre : drame
- Durée : 1h52

## Distribution
- Şişko : enfant Turc
- Tuncel Kurtiz : Tonton Ali
- Ayşe Emel Mesçi Kuray : La Politique
- Malik Berrichi : L'Arabe
- Nicolas Hossein: Uzun
- Isabelle Tissandier : Hatice, la mariée
- Ahmet Ziyrek : Cafer
- Selahattin Kuzmoğlu
- Sylvie Flepp
- Joëlle Guigui